# تپه جران
تپهٔ جِران مربوط به دوره پارت ـ دوره ساسانی است و در شهرستان پیرانشهر، بخش مرکزی، دهستان پیران، روستای جِران واقع شده است. این اثر در تاریخ ۳۰ دی ۱۳۸۵ با شمارهٔ ثبت ۱۶۸۸۴ به عنوان یکی از آثار ملی ایران به ثبت رسیده است.